# Шуница
Шу́ница (Шу́ньупе; латыш. Šuņica, Šuņupe, Adatiņa, Sūnupīte, Šuņīca, латг. Šyuneica) — маленькая речка в городе Даугавпилс (Латвия), вытекающая из озера Шуню. Правобережный приток Даугавы (Западная Двина). Протекает по территории микрорайонов Эзермала, Железнодорожник и Эспланада. Длина составляет 2,6 км.
Начало речки на южном берегу озера Шуню. При строительстве Динабургской крепости в истоке построен каменный регулируемый шлюз для оборонительных нужд крепости. Шлюз пересекает дорога (ранее мощёная булыжником), в настоящее время песчаная. Из самого озера вытекает довольно мало воды (в зависимости от времени года), затем речка течёт по болотистой местности, откуда и берёт основную часть воды. Речка на своем пути пересекает две железные дороги СПб-Варшава + мост и Рига-Даугавпилс + мост. Пересекая железные дороги в водопропускной трубе и мосту имеет искусственные водопады(пороги) за ними. После железной дороги течёт вдоль гаражей по пустырю. После — пересекает улицу Циетокшня (Крепостная) с трамвайным движением (маршрут № 3). В районе устья имеется два моста и шлюз в устье с водопадом (порогом), после войны здесь устроена насосная станция польдерного типа. Устьевой шлюз встроен в тело дамбы и в половодье не позволяет затоплять низменную центральную часть города лежащую за городской дамбой. Последний участок речки до устья проходит в крепостном рву Варшавского укрепления (строилось 1860—1863 годы) Динабургской крепости, здесь же после переработки сливают очищенные стоки города.
По берегам речки располагаются предприятия города (Автобусный парк, территория бывшего Автокомбината № 7, водоканал (очистные сооружения), частные гаражи по улице Балву).
В старину речка заканчивалась двумя рукавами, образуя остров, впадавшими в Двину, здесь в 1577 году по велению царя Ивана Грозного был построен шанец.
В 1841 году по окончании строительства дамбы на устьевом шлюзе был установлен чугунный обелиск с памятной доской, имеется фотография 30-х годов XX века, (после войны не сохранился/снесён). Всего речку пересекают шесть мостов, сооружено два шлюза, одна труба.
В феврале-марте 2014 года проведена очистка берегов речки от самосева и старых опасных деревьев, от капонира Варшавского укрепления вверх по реке до ул. Стацияс.
Впадение в Даугаву
При обычном уровне воды в обеих реках Шуница впадает в Даугаву примерно в 30 метрах от дамбы образуя устье. При весенних паводках, когда уровень воды в Даугаве сравнивается с уровнем воды в Шунице и начинает его превышать, на последнем шлюзе включают насосы, которые перекачивают Шуницу в Даугаву. Таким образом уровень воды в Даугаве может на несколько метров превышать уровень воды в Шунице.

## Ремонт дороги и подпорной стены шлюза в 2014 году
На устьевом шлюзе с июля 2014 года идут ремонтные работы дороги, снята каменная рубашка внутреннего откоса дамбы, в начале августа 2014 года обвалилась часть гранитной подпорной стены шлюза с козырьком по подпорной стене смотрящей на город, позднее разобрана полностью, идет создание каркаса подпорной бетонной стенки шлюза. При общении 20 августа 2014 года в Коммунхозе города достигнута договорённость о сохранении старой гранитной подпорной стены с козырьками после устройства подпорной стены из бетона, как элемент шлюза Варшавского укрепления Динабургской крепости. По состоянию на сентябрь 2014 года — бетонная подпорная стена готова, насыпан и утрамбован песок, начато создание каменной рубашки склона, выше позже встанет ряд камней (фриз) из гранита увенчанный гранитными шапками. Октябрь — рубашка создана, поставлено 7 квадров во фриз подпорной стены, увенчана 5 шапками, установки ожидают 12 квадров, всё из гранита. Неустановленные квадры привезут в Крепость на хранение.
Единственный сохранившийся в первоначальном виде мост (вторая треть XIX века) находится перед въездом на очистные сооружения. Однопролётный, выполненный в камне и кирпиче, длиной примерно 10 метров. Виден на фотографии.